# Championnats de Belgique d'athlétisme 2006
Les Championnats de Belgique d'athlétisme 2006 toutes catégories ont eu lieu les 8 et 9 juillet au Stade Roi-Baudouin à Bruxelles à l'exception du lancer du marteau qui s'est déroulé le 9 juillet 2006 à Kessel-Lo.
Lors de cette édition de 2006, toutes les finales se sont déroulées le dimanche.
Le championnat national du 10 000 m hommes et femmes et le 3 000 m steeple ont eu lieu le 4 juillet 2006 au stade Gaston Reiff à Braine-l'Alleud.

## Résultats
| Hommes                | Prestation       | Catégorie         | Femmes              | Prestation       |
| --------------------- | ---------------- | ----------------- | ------------------- | ---------------- |
| Anthony Ferro         | 10 s 46          | 100 m             | Kim Gevaert         | 11 s 04          |
| Cédric Van Branteghem | 20 s 92          | 200 m             | Kim Gevaert         | 22 s 20          |
| Jonathan Borlée       | 46 s 81          | 400 m             | Kristine Strackx    | 54 s 90          |
| Thomas Matthys        | 1 min 52 s 64    | 800 m             | Lieselot Matthys    | 2 min 07 s 95    |
| Matthieu Vandiest     | 3 min 55 s 62    | 1 500 m           | Veerle Dejaeghere   | 4 min 22 s 90    |
| Jesse Stroobants      | 14 min 11 s 98   | 5.000 m           | Anja Smolders       | 16 min 32 s 75   |
| Guy Fays              | 30 min 12 s 46 * | 10 000 m          | Mounia Aboulahcen   | 34 min 34 s 36 * |
| -                     | -                | 100 m haies       | Eline Berings       | 13 s 33          |
| Jonathan N'Senga      | 13 s 73          | 110 m haies       | -                   | -                |
| Pieter De Schepper    | 51 s 82          | 400 m haies       | Ellen Cochuyt       | 59 s 50          |
| Koen Wilssens         | 8 min 50 s 87    | 3 000 m steeple   | Veerle Dejaeghere   | 9 min 51 s 03 *  |
| Stijn Stroobants      | 2,14             | Saut en hauteur   | Sabrina De Leeuw    | 1,74             |
| Kevin Rans            | 5,50             | Saut à la perche  | Karen Pollefeyt     | 3,75             |
| Michael Velter        | 7,66             | Saut en longueur  | Tia Hellebaut       | 6,35             |
| Djeke Mambo           | 16,15            | Triple saut       | Jolien van Brempt   | 12,34            |
| Wim Blondeel          | 18,71            | Lancer du poids   | Veerle Blondeel     | 15,66            |
| Milosz Tomanek        | 53,28            | Lancer du disque  | Veerle Blondeel     | 55,40            |
| Loic Lemaitre         | 68,80            | Lancer du javelot | Sofie Schoenmaekers | 47,91            |
| Walter De Wyngaert    | 63,45 **         | Lancer du marteau | Irina Sustelo       | 54,29 **         |

 * Couru le 4 juillet 2006 à Braine-l'Alleud

 ** Le lancer du marteau s'est déroulé le 9 juillet 2006 à Kessel-Lo

## Sources
- Ligue Belge Francophone d'Athlétisme
- (nl) Résultats samedi, dimanche